# カナーレ・ダーゴルド
カナーレ・ダーゴルド（伊: Canale d'Agordo）は、イタリア共和国ヴェネト州ベッルーノ県にある、人口約1,100人の基礎自治体（コムーネ）。

## 地理

### 位置・広がり

#### 隣接コムーネ
隣接するコムーネは以下の通り。括弧内のTNはトレント自治県所属を示す。
- チェンチェニーゲ・アゴルディーノ
- ファルカーデ
- プリミエーロ・サン・マルティーノ・ディ・カストロッツァ (TN)
- ロッカ・ピエートレ
- タイボーン・アゴルディーノ
- ヴァッラーダ・アゴルディーナ

### 気候分類・地震分類
気候分類では、zona F, 4055 GGに分類される。
また、イタリアの地震リスク階級 (it) では、zona 3 (sismicità bassa) に分類される。

## 行政

### 分離集落
カナーレ・ダーゴルドには、以下の分離集落（フラツィオーネ）がある。
- Carfon, Colmean, Fedèr, Garés, la Mora, Le Casate, La Sotta, Fregona, Palafachina, Pisoliva, Tegosa, Val

## 姉妹都市
- Lacenas、フランス 2006年
- ヴァドヴィツェ、ポーランド 2010年
- Massaranduba、ブラジル 2011年

## 人物

### 著名な出身者
- ヨハネ・パウロ1世 - 20世紀のローマ教皇。